# Carinascincus orocryptus
Carinascincus orocryptus — вид сцинкоподібних ящірок родини сцинкових (Scincidae). Ендемік Австралії.

## Поширення і екологія
Carinascincus orocryptus мешкають у високогір'ях південно-західної і західної Тасманії. Вони живуть в альпійських рідколіссях з густим підліском, де трапляються на деревах і в траві. Зустрічаються на висоті понад 1000 м над рівнем моря. Живородні. Спостерігалися випадки гібридизації з Carinascincus microlepidotus.

## Збереження
МСОП класифікує цей вид як вразливий. Carinascincus orocryptus загрожують зміни клімату.